# 巴西夫卡 (羅姆內區)
50°50′49″N 33°34′34″E / 50.84694°N 33.57611°E
巴西夫卡（烏克蘭語：Басівка）是位於烏克蘭東北部的村莊，由蘇梅州羅姆內區的赫梅利夫市鎮負責管轄。該村處於赫梅利夫卡河畔，分別距離普申奇内0.5公里、大布季夫卡和切爾沃內1公里，海拔高度132米，2001年人口394。